# Libellago finalis
Libellago finalis är en trollsländeart som beskrevs av Hagen in Selys 1869. Libellago finalis ingår i släktet Libellago och familjen Chlorocyphidae. Inga underarter finns listade i Catalogue of Life.